# Mesquita d'Agdam
La mesquita aljama d'Agdam (àzeri: Ağdam məscidi) és una mesquita aljama de la ciutat d'Agdam, a Azerbaidjan. Aquesta mesquita fou un dels pocs edificis de la ciutat que no va ser pas destruït durant la Guerra de Nagorno-Karabakh.

## Història
La mesquita, la va construir l'arquitecte Karbalayi Safijan Karabaji entre el 1868 i el 1870.
Durant la Guerra de l'Alt Karabakh, les forces azerbaidjaneses, des d'Agdam, van disparar míssils de llarg abast BM-21 Grad contra la població armènia de Stepanakert. Més tard, Agdam restà sota el control de les forces armènies. Després de la captura, segons testimonis presencials, la ciutat fou saquejada, destruïda i incendiada. La Mesquita d'Agdam, l'únic edifici que resta dempeus a Agdam, ha estat objecte d'actes de vandalisme amb grafits i s'ha usat com a estable per a bestiar boví i porcí. El motiu d'"armenis bàrbars que converteixen les mesquites en porcateres" fou un component important de la mobilització a l'Azerbaidjan en el preludi de la Guerra de l'Alt Karabakh del 2020.
El 2009, la República d'Artsakh començà a prendre mesures per a preservar monuments islàmics. Segons alguns funcionaris d'Artsakh, els voltants de la Mesquita d'Agdam es netejaren d'enderrocs i es va encerclar el 2010. El periodista de RFE/RL Stepan Lohr, que visità Agdam el 2011, va publicar fotos de la mesquita sense sostre, i la va descriure com "un interior descurat i danyat de la que en altre temps fou la gloriosa Mesquita d'Agdam".
Després de la victòria de l'Azerbaidjan en la Guerra de l'Alt Karabakh de 2020, el 20 de novembre d'aquest any va recuperar el districte d'Agdam amb un acord d'alto-el-foc d'Alt Karabakh. Tres dies després, el president Ilham Alíev i la primera dama Mehriban Aliyeva visitaren les ruïnes de la ciutat i la Mesquita d'Agdam. Alíev va regalar un Alcorà de La Meca a la mesquita.
Després de la cessió d'Agdam a l'Azerbaidjan, el darrer imam de la mesquita i els soldats azerbaidjanesos realitzaren la primera oració del divendres en 28 anys en la mesquita.

## Arquitectura
La mesquita té l'estil característic de les mesquites del Karabakh, amb divisió de columnes de pedra en una galeria de dues plantes i l'ús de sostres amb voltes. Altres mesquites d'aquest estil són la Mesquita de Barda, la Mesquita Yugari Govhar Agha de Shusha, una mesquita a la ciutat de Fuzuli i una altra al poble d'Horadiz.

### Interior
El disseny interior de la sala d'oració és molt sever. El nom del decorador, el mestre Muhammad Naqqash Tabrizi i la data de renovació (1913) consten en la inscripció del mihrab ornamentat. La porta d'entrada del costat nord és en un porxo profund, i les cambres dels dos pisos estan situades als costats del porxo obert. Els minarets construïts als cantons de la façana nord completen l'estructura de planta simètrica de la mesquita i donen forma quadrada al conjunt. La mesquita té una planta que destaca per la senzillesa clàssica, la puresa de la forma geomètrica i respon als requisits funcionals. La capacitat cúbica de la mesquita, l'interior de la qual és cobert amb cúpules, arcs i transseptes, és coberta amb un dosser sencer de quatre trams, tradicional de la regió del Karabakh. Els minarets de rajola s'alcen des dels extrems de l'àtic que sobreïxen en la façana nord. Ells minarets estan dividits en seccions per cinturons horitzontals, i la superfície de cada secció es cobreix amb patrons simples creats amb rajola.

## Galeria

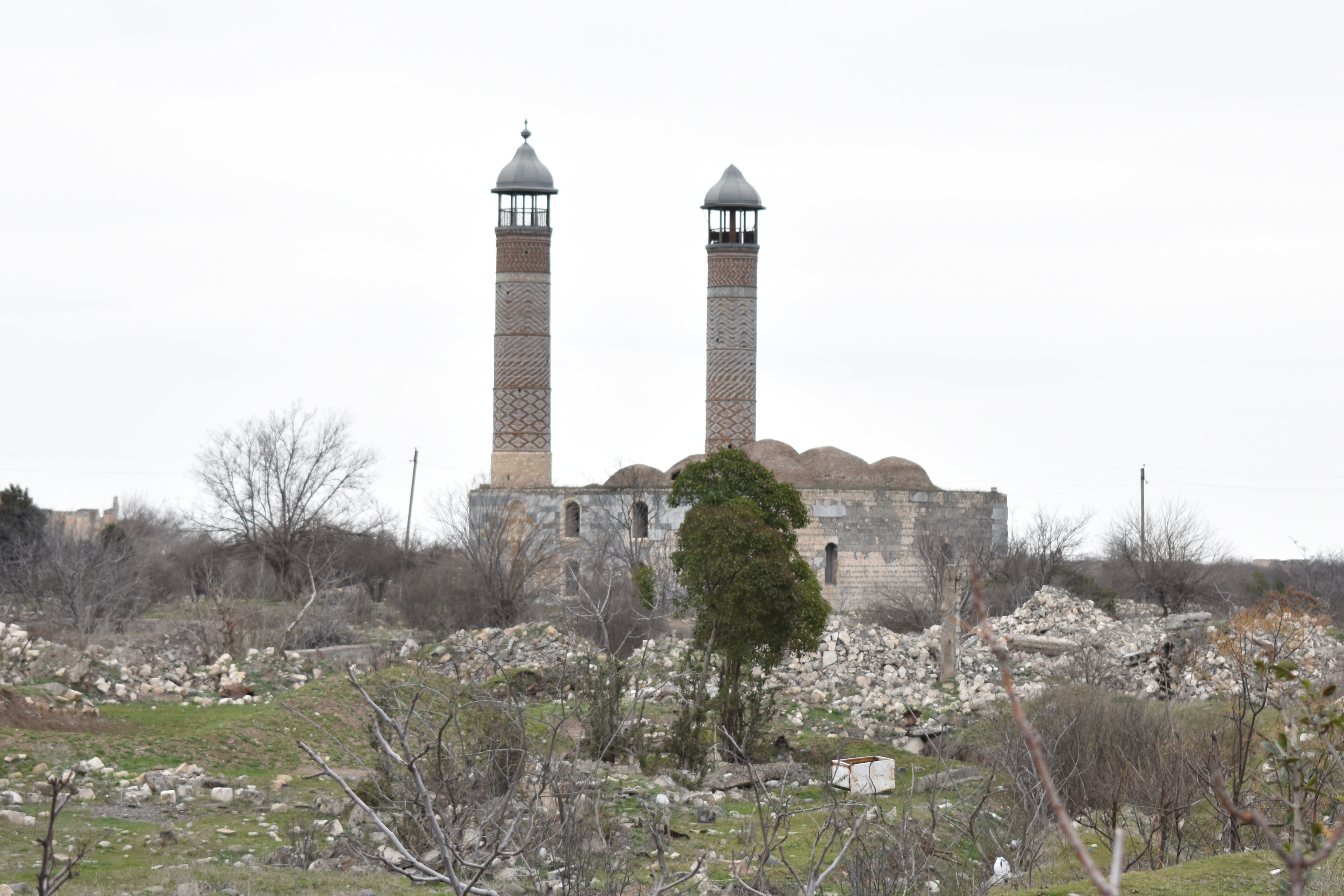
Vista general de la mesquita i voltants (any 2018)
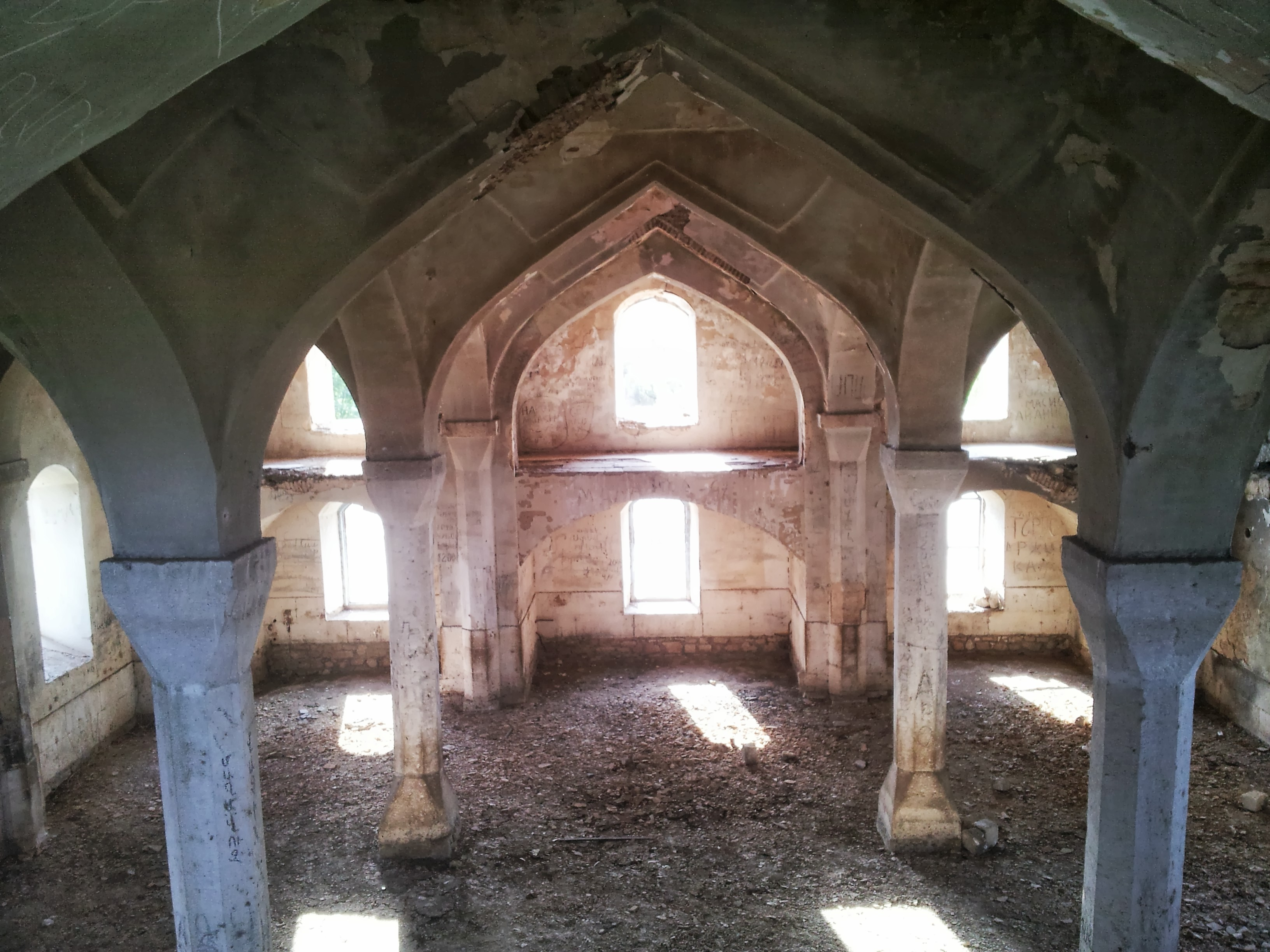
Interior de la mesquita (any 2000)
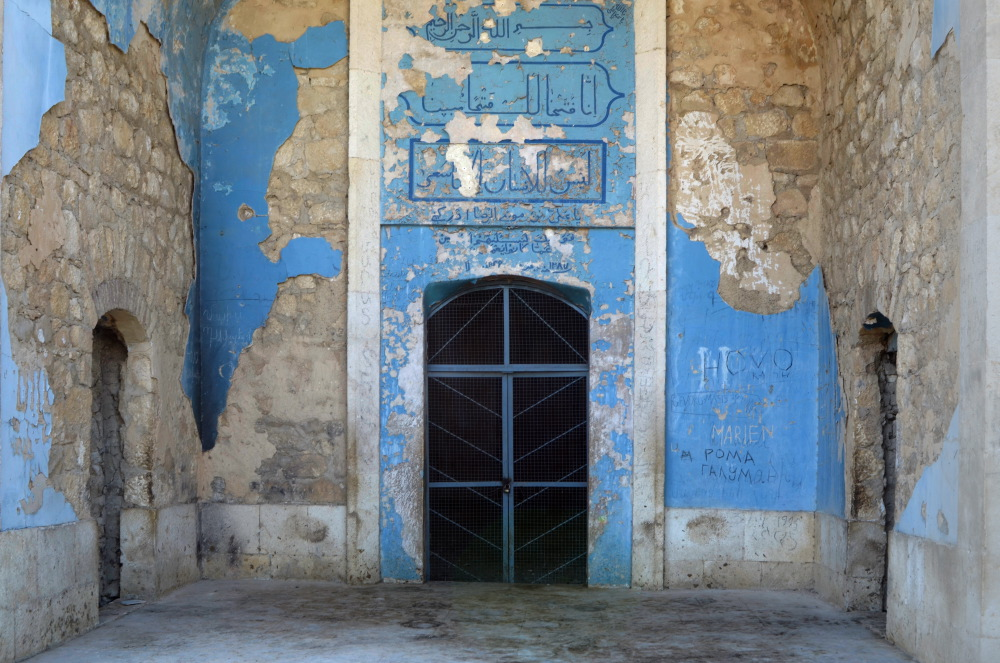
Entrada a la mesquita (any 2013)
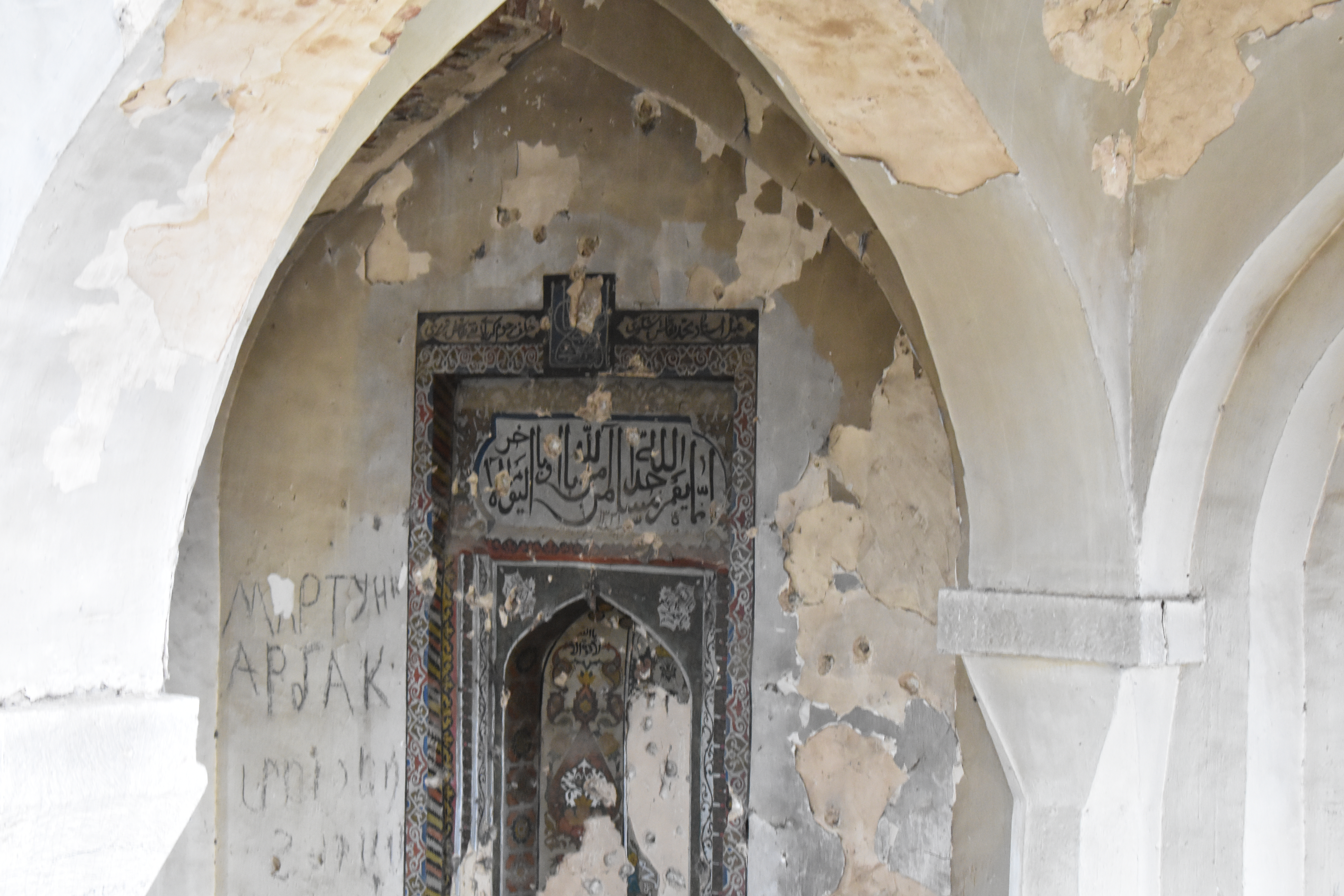
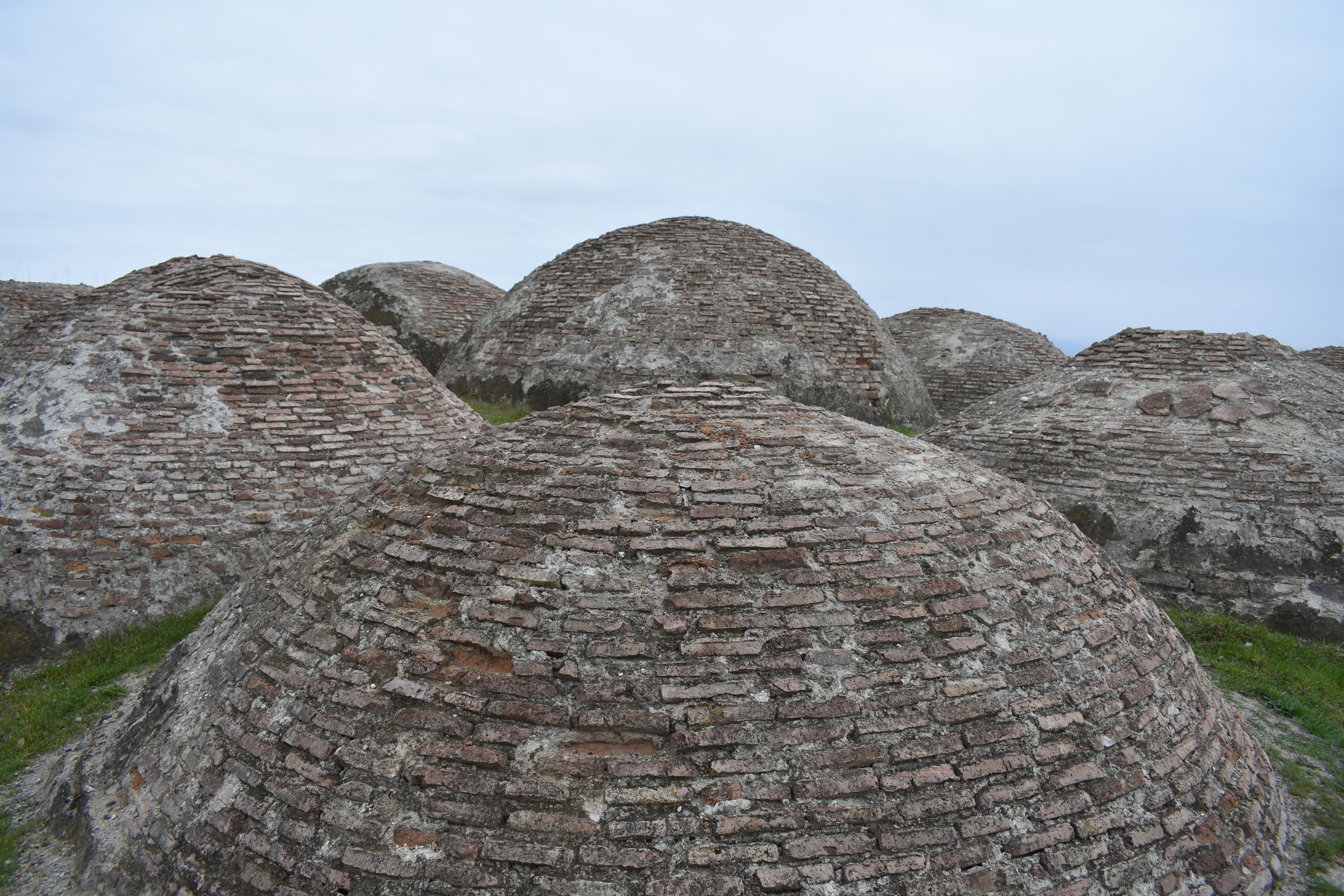
Sostre de la mesquita
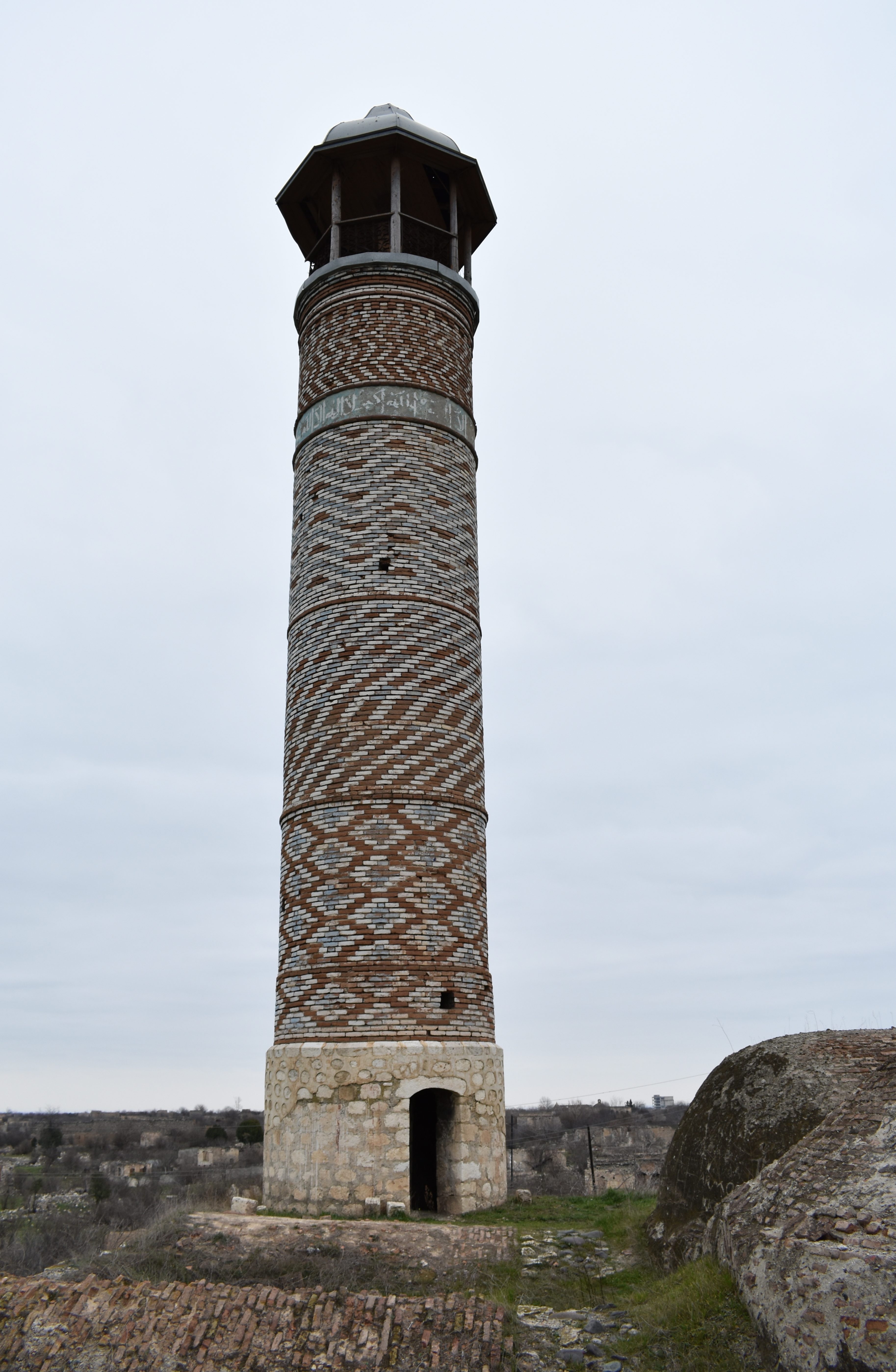
Detalls dels minarets